# Xystrota exaeta
Xystrota exaeta är en fjärilsart som beskrevs av Louis Beethoven Prout 1918. Xystrota exaeta ingår i släktet Xystrota och familjen mätare. Inga underarter finns listade i Catalogue of Life.